# Beyond Final Fantasy
Beyond Final Fantasy – dokument wydany na DVD, dodawany za darmo wyłącznie do europejskiej (PAL) wersji gry Final Fantasy X.
Płyta zawiera wywiady z twórcami gry Final Fantasy X – producentem Yoshinorim Kitase, projektantem postaci Tetsuyą Nomurą, „Event Directorem” Motomu Toriyamą, reżyserem walk Toshiro Tsuchidą, scenarzystą Kazushige Nojimą, kompozytorem Nobuo Uematsu i producentem wykonawczym Hironobu Sakaguchim – oraz aktorami, którzy w angielskiej wersji językowej użyczyli głosów dwóm głównym bohaterom tej gry – Tidusowi i Yunie.
Oprócz wywiadów twórcy zamieścili na płycie profil piosenkarki Rikki, wykonującej specjalnie skomponowaną na potrzeby gry piosenkę „Suteki da ne”, teledysk do tejże piosenki, galerię rysunków stworzonych przy produkcji gry, autorstwa Tetsui Nomury i Yoshitaki Amano, krótki film Final Fantasy History oraz zwiastuny do filmu Final Fantasy: The Spirits Within oraz gier Kingdom Hearts i Final Fantasy X.

## Dane techniczne
- Format: DVD
- Premiera: 31 maja 2002
- Czas trwania: 1h 20 min
- Kraj: Japonia
- Produkcja: Square
- Wersje językowe na płycie: angielska, niemiecka, hiszpańska, francuska, włoska,

- Ten dysk DVD można odtwarzać w zwykłych odtwarzaczach, nie tylko na PlayStation 2
- Film nie był dodawany do wersji Platinum gry Final Fantasy X

## Zawartość
- wywiady z twórcami
- filmik Final Fantasy History
- teledysk „Suteki da ne”
- 5 zwiastunów
- galeria

## Obsada
- Yoshinori Kitase – on sam (Producent)
- Tetsuya Nomura – on sam (Projekt postaci)
- Yusuke Naora – on sam (Art director – World)
- Takayoshi Nakazatp – on sam (Reżyser – Mapa)
- Toshiro Tsuchida – on sam (Reżyser – Walka)
- Shintaro Takai – on sam (Art director – Battle)
- Motomu Toriyama – on sam (Reżyser – Event)
- Takashi Katano – on sam (Główny programista – Event)
- Kazushige Nojima – on sam (Scenariusz)
- Chiharu Minekawa – ona sama (Supervising sound editor)
- Nobuo Uematsu – on sam (Producent dźwięku & Muzyka)
- Hironobu Sakaguchi – on sam (Producent wykonawczy)
- James Arnold Taylor – on sam (Tidus – aktor głosowy)
- Hedy Burress – ona sama (Yuna – aktorka głosowa)
- Rikki – ona sama (wykonawczyni Suteki da ne)